# Song of Japan
Song of Japan（ソング・オブ・ジャパン）はBAYFMで2015年4月3日から放送されている音楽番組.。

## 概要
番組は2012年4月-9月にSATOKENによって放送された『MOZAIKU NIGHT〜No.1 Music Factory〜 チョイフルセレクション』と2012年10月にAMEMIYAを迎える形でリニューアルされた『MOZAIKU CHOI FURU NIGHT』を引き継いで始まったもので、週替わりのテーマによって日本の昭和歌謡曲をかけていくものである。概ね1989年（昭和64年/平成元年）までの曲を選曲するが、ごくまれに90年代初頭（平成3年前後）までを選曲することもあるが、数例である。
後述していくように、リスナーからの楽曲希望の投稿も多く紹介されるが、「美和子のリクエストアワー」「やってるテレフォン」「ガチャポンリクエスト」以外ではリクエストを受け付けておらず、番組側で選曲したものである。いわばそれら以外の場合はあくまで「オンエア予想」をリスナーがし、それが合致すれば名前がよばれるシステムとなっている。
テーマ曲はT-SQUARE SUPER BAND「Bright City」
3時台前半「美和子のリクエストアワー」ではリスナーからのリクエストより田中が選曲してオンエアーされる。
3時台後半には2人のリスナーが各15分、生電話でリクエスト楽曲と共に近況を話す「やってるテレフォン」というコーナーがある。2017年に「おはよう朝一番」として3時台後半に開始、改題後もしばらく同じ時間に放送されていたが、フロート番組『んだっちゃラジオ!』が毎週設定されたことで2時台後半に移されたが、終了に伴い、2023年4月から戻された。
田中は過去に東京ディズニーランドのアンバサダーを経験した事があり、3時台末で「美和子のミッドナイト・ディズニー」として不定期に東京ディズニーリゾートをレポートした模様が放送される。これは2015年3月までBAYFMで土日の朝に放送されていた「bayfm WEEKEND BREAK」の内容を反映したものである。
聴取率調査週間になると、多くの回で「〇〇（縛りテーマ）でオール・ガチャポン・リクエスト」が行われる。ガチャポンマシーンを利用し、リスナーのリクエストをガチャカプセルに入れて田中が回していく。同じ曲へのリクエストを引き当てても引き直しはしないため、同一放送回で複数回流れることもしばしばである。引き当てた順番に曲をかけるが曲順が良いことが多く、「美和子のゴッドハンドが火を噴いた」とも形容される。
また、番組内では、なまなま〜(生放送の意。録音放送は「半なまなま」)、ズレシャン(リクエストするアーティストは同じでも曲が合致していない)、モレシャン(リクエスト曲が流れたのにラジオネームを読んでもらえなかった)、盛りシャン(リクエストしていないのにも関わらすラジオネームを読まれた)、ネジネジ(アーティストのメジャー曲を番組側が流さない)などの、番組専門用語が飛び交う。

## DJ
- 島村幸男
- 田中美和子

### 箱番組(過去の放送)
2016年の時間拡大に合わせて3:30 - 3:50に箱番組が設置されるようになった。
また、2022年4月からは1:45 - 2:00にも設けられた。
- 『スナック蘭華』（DJ:蘭華） - 2015年12月までは『MOZAIKU NIGHT 水曜日』で放送していたものがそのまま移ってきたもので第1木曜日に放送され、その週のみ「やってるテレフォン」が休止。蘭華が生出演し、島村・田中と掛け合いながら進行し、最後は生歌を披露する。2019年9月末をもって終了。
- 『んだっちゃラジオ!』（DJ:工藤あやの） - 2019年10月から開始。「スナック蘭華」と異なり毎週放送される。番組名の「んだっちゃ」は工藤の出身地である山形県村山地方の方言で「そうだね」を意味する。工藤あやのさんの昭和歌謡アカペラリクエストを随時募集していた。2023年3月末をもって終了。
- 『TWUNEの常演ラジオ』（DJ:TWUNE）- 2022年4月から開始。・お悩み相談・My昭和Song・アイノコトバ〜 などのコーナーを展開。2023年3月末をもって終了。

## 放送時間

### 現在
- 金曜（木曜深夜） 1:00 - 4:53 - 2021年1月 -

### 過去
- 金曜（木曜深夜） 2:30 - 4:53 - 2015年4月 - 9月
- 金曜（木曜深夜） 2:00 - 4:53 - 2015年10月 - 12月
- 金曜（木曜深夜） 1:30 - 4:53 - 2016年1月 - 2020年12月

Song of Japan 2016 新春SPECIAL ～明日へ向かって今日を生きよう～
2016年1月1日 0:16 - 4:53
bayfm 30th anniversary special SONG OF JAPAN ～和心をあなたに～
2019年9月16日 13:00 - 18:55